# Lucifotychus schuhi
Lucifotychus schuhi är en skalbaggsart som först beskrevs av Chandler 1986.  Lucifotychus schuhi ingår i släktet Lucifotychus och familjen kortvingar. Inga underarter finns listade i Catalogue of Life.